# Fosse La Pensée
La fosse La Pensée de la Compagnie des mines d'Anzin est un ancien charbonnage du Bassin minier du Nord-Pas-de-Calais, situé à Abscon. Les travaux commencent en 1822 et la fosse commence à extraire en 1824. Après avoir exploité pendant une quarantaine d'années de la houille grasse et demi-grasse, elle cesse de produire en 1871 mais continue d'assurer l'aérage et l'épuisement des fosses des alentours, dont la fosse Saint-Mark.
La Compagnie des mines d'Anzin est nationalisée en 1946, et intègre le Groupe de Valenciennes. Le puits est comblé en 1950.
Le carreau de fosse est occupé par une entreprise. Au début du XXIe siècle, Charbonnages de France matérialise la tête de puits La Pensée. Il subsiste deux bâtiments de la fosse.

## La fosse

### Fonçage
Le puits La Pensée est commencé en 1822 par la Compagnie des mines d'Anzin à Abscon.
L'orifice du puits est entrepris à l'altitude de 52 mètres. Le terrain houiller est atteint à la profondeur de 108 mètres.

### Exploitation
La fosse La Pensée commence à produire en 1824 du charbon gras et demi-gras. Elle est située à 260 mètres au sud de l'affleurement du cran de retour, elle a exploité le pied de ces veines demi-grasses, près de cet accident, à ses niveaux de 283 et 337 mètres. Elle est située au nord de la ligne de Somain à Péruwelz. La fosse, qui exploitait un faisceau de houille grasse, cesse d'extraire en 1871, son gisement étant épuisé. Le puits est alors profond de 594 mètres, la fosse a produit 337 850 tonnes de houille. Elle est alors affectée à l'aérage et à l'épuisement des fosses du groupe d'Abscon, notamment la fosse Saint-Mark, sise à Escaudain à 732 mètres à l'est.
La Compagnie des mines d'Anzin est nationalisée en 1946, et intègre le Groupe de Valenciennes. Le puits est comblé en 1950.

### Reconversion
Une entreprise occupe le carreau de fosse. Au début du XXIe siècle, Charbonnages de France matérialise la tête de puits La Pensée. Le BRGM y effectue des inspections chaque année. Il subsiste deux bâtiments.

## Galerie

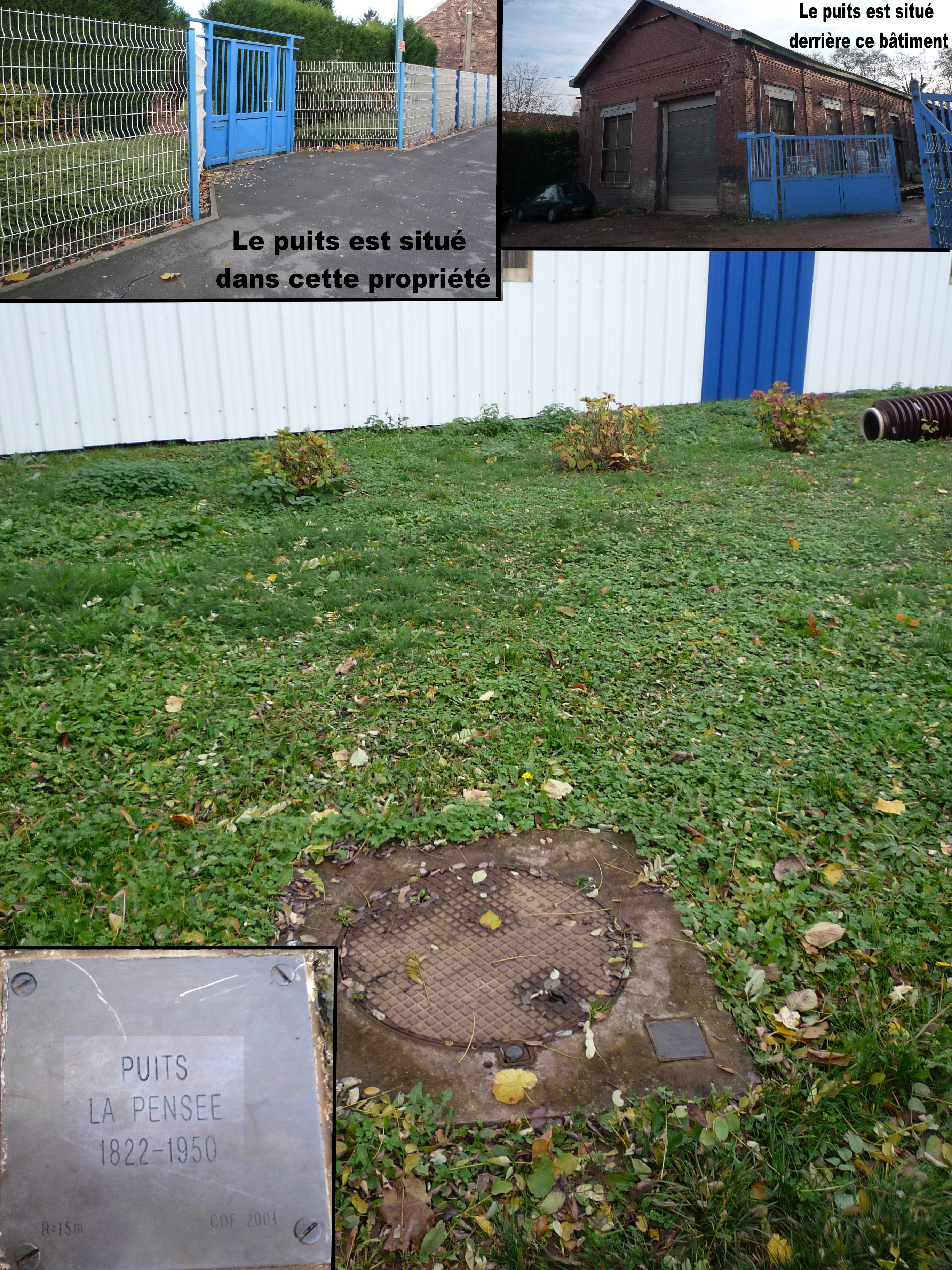
Le puits La Pensée en 2009.
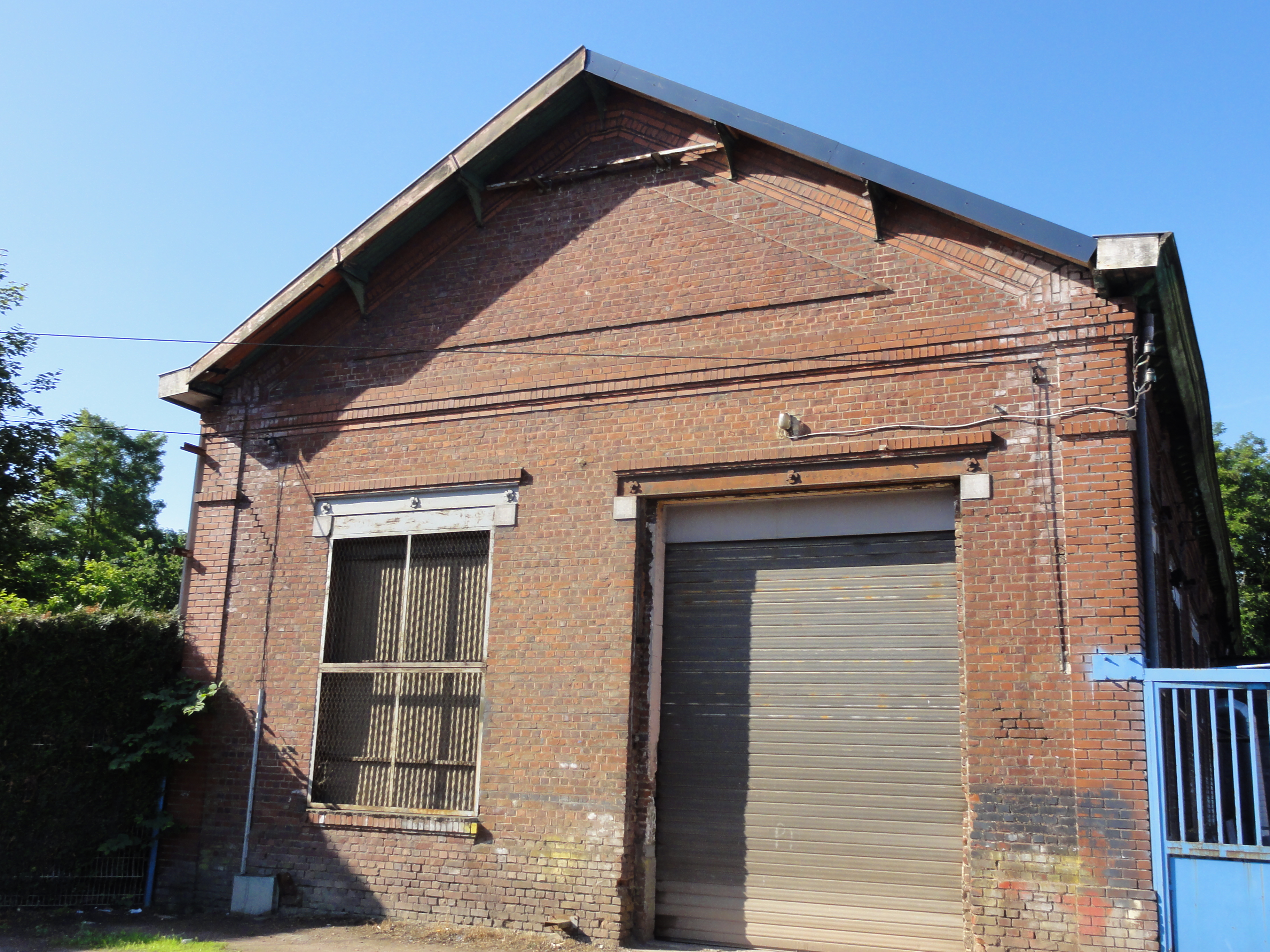
Un bâtiment.
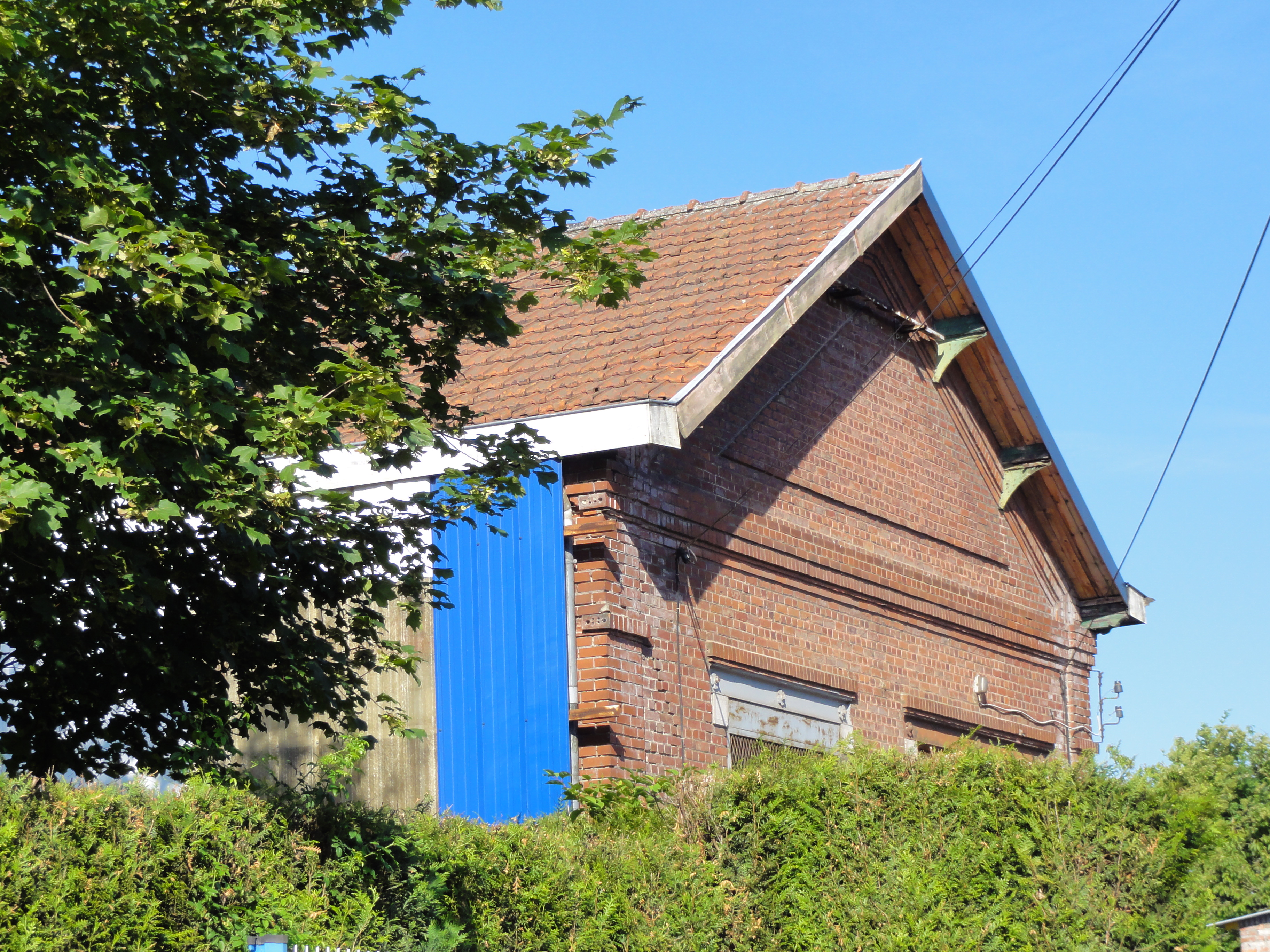
Un bâtiment.
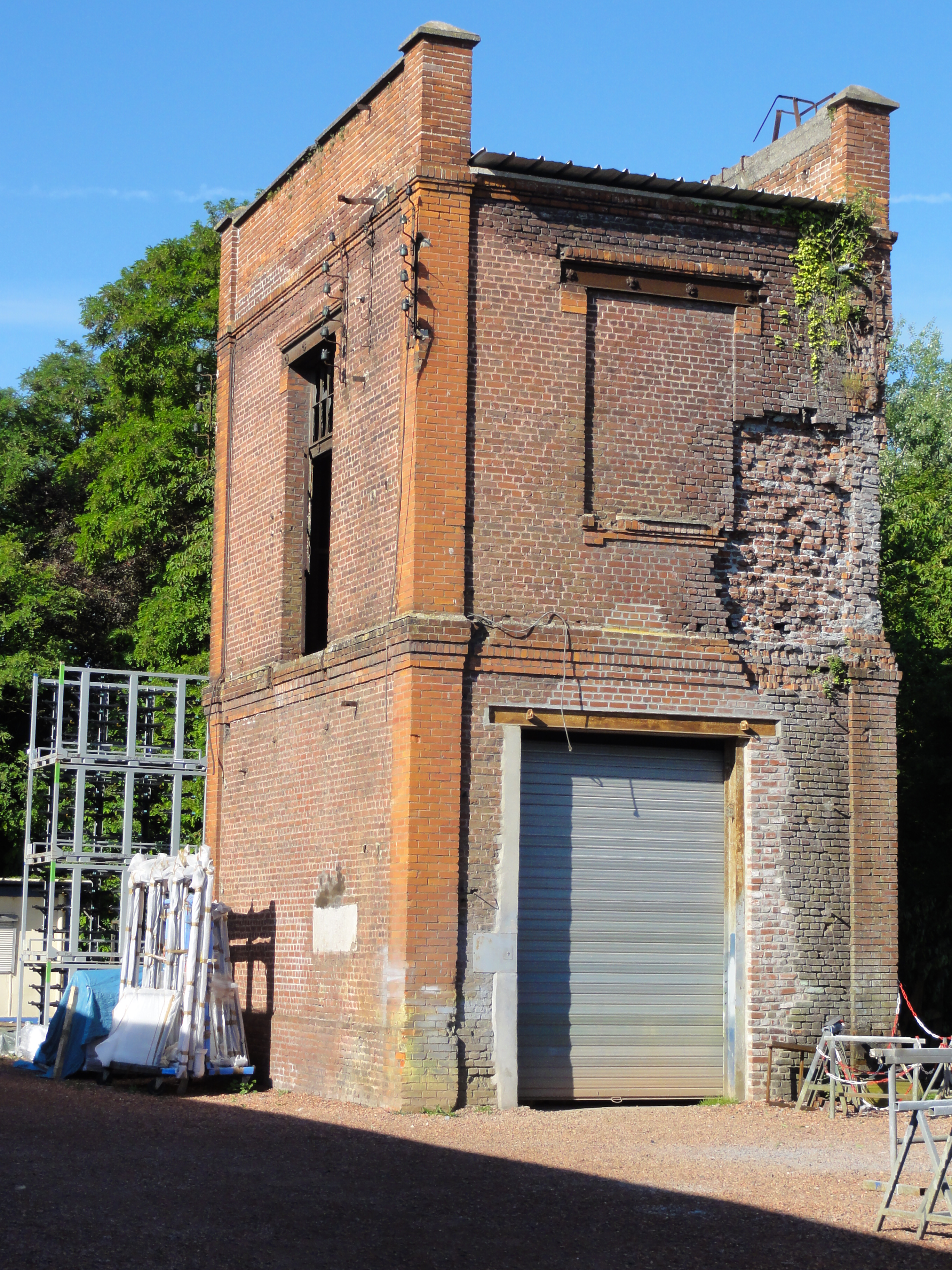
Un autre bâtiment.